# Tim Coronel
Tim Alfa Coronel (Naarden, 5 april 1972) is een Nederlandse coureur. Hij is de tweelingbroer van Tom Coronel. De Coronels zijn met name bekend van de tourwagenracerij en deelname aan de Dakar-rally.

## Circuit
Coronel begon zijn racecarrière in 1994 toen hij voor Citroën AX meteen het kampioenschap in de GTI Cup wist te winnen. Na deze overwinning maakte hij de overstap naar de formule wagens in de Europese Formule Opel kampioenschappen. Na twee jaar eindigde hij in de subtop waarna hij de  overstap maakte naar de Duitse Formule 3. Wegens financiële omstandigheden moest Coronel het kampioenschap halverwege het seizoen verlaten, waarna hij een succesvolle carrière in de tourwagens begon. In 1998 debuteerde Coronel voor Mitsubishi in de DTCC. In 1999 finishte Coronel op een zesde plaats in het eindklassement. Hierna volgde een aantal succesvolle jaren voor Coronel, die in 2000 beslag wist te leggen op de derde plaats in het eindklassement van de DTCC Mitsubishi.
In 2003 werd Coronel Nederlands kampioen in de Alfa 147 GTA Challenge en werd hij eveneens Europees kampioen in de Alfa 147 Cup.
In 2005 werd Coronel kampioen in de Porsche GT3 Cup.
In 2006 en 2007 reed Coronel in de BMW 130i Cup en werd tweede, respectievelijk derde in het kampioenschap. Ook in 2008 reed Coronel in de BMW 130i Cup, waarin hij tweede algemeen werd, terwijl Coronel Racing-teamgenoot Bas Schothorst het kampioenschap behaalde.
In 2009 nam Coronel deel aan de Seat Leon Eurocup voor het team van SunRed Engineering. In 2008 had hij al eens een gastrace in deze cup gereden voor het team van Rangoni Motorsport. In het eerste raceweekend van 2009, verreden op het circuit van Valencia, had Coronel het beste resultaat over het hele weekend. Dit leverde hem een gastrace op in het prestigieuze FIA WTCC, het wereldkampioenschap voor toerauto's. Uiteindelijk sloot Coronel het seizoen in de Seat Leon Eurocup af als vierde overall met verschillende podia, waaronder een overwinning.
In 2010 en 2011 richtte Coronel zich niet op deelname aan een circuitkampioenschap. Toch werd hij gevraagd mee te doen aan de Seat Leon Eurocup in België op het circuit van Zolder. Hij was daar succesvol met een overwinning in de tweede race van het weekend. Dit resulteerde in een uitnodiging voor het weekend in Brands Hatch. Hier verving hij op het laatste moment de reguliere WTCC privateer Romanov, uitkomend voor Engstler BMW. Hierdoor kon Coronel voor de tweede maal deelnemen aan het wereldkampioenschap voor toerwagens.

## Dakar
In 2007 deed Tim Coronel voor het eerst mee aan de Dakar-rally. Zijn navigator was Gaby Uljee. Zij finishten als 46e van de 185 gestarte auto's. Samen wilden ze in 2008 weer meedoen, maar de Dakar-rally werd op het allerlaatste moment afgeblazen wegens terreurdreigingen.
In 2009 reed Coronel samen met broer Tom Coronel de Dakar-rally wederom uit. Het zag ernaar uit dat de broers in de vijfde etappe zouden uitvallen. Deze etappe werd echter geneutraliseerd en met een tijdstraf van 200 uur konden de Coronels de Dakar-rally vervolgen, al waren ze wel kansloos voor een hoge klassering. Het beste resultaat werd neergezet in de twaalfde etappe, waarin zij zich als elfde klasseerden.
In 2010 deed Coronel wederom mee aan de Dakar-rally in Zuid-Amerika. Ditmaal reed hij de rally alleen, zonder navigator, in een McRae Buggy. Deze buggy was speciaal voor dit soort rally's gebouwd door de broer van wereldkampioen WRC rally Colin McRae. Coronel won de soloklasse.
Ook in 2011 reed Cornel met deze McRae Buggy en won opnieuw de soloklasse.
Ook in 2012 reed Coronel mee met de Dakar. Oorspronkelijk zou hij meedoen met een elektrische versie van de McRae buggy
maar uiteindelijk ging dit niet door en verscheen Coronel met de normale buggy aan de start.
In 2013 reed Coronel opnieuw mee in de Dakar, ditmaal met een doorontwikkelde versie van de McRae buggy hij werd uiteindelijk tweede in het soloklassement.
In 2014 en 2015 wist Coronel de finish niet te halen. In 2016 haalde Coronel wel de finish en wint opnieuw het soloklassement.
In 2017 reed Coronel opnieuw samen met zijn broer Tom Coronel de Dakar-rally. Ditmaal in een tweepersoons Jefferies Buggy, bijgenaamd "The Beast".
Ze wisten samen de finish te halen, zo ook in 2018, 2019, 2020 en 2021. In 2022 stonden Tim en Tom aan de start met een nieuwe auto. Maar na een rugblessure, die Tim opliep tijdens de rally, moesten ze zich terugtrekken.

## Overig
Coronels grootvader was de motorcoureur Bertus van Hamersveld.
Coronel exploiteert, samen met zijn broers (Tom, Jip en Raymond Coronel), een kartbaan in Huizen en presenteerde het televisieprogramma AutoXperience, dat te zien was op RTL 7.
Sinds 2006 runt hij, samen met broer Tom, het Coronel Racing Team. Zij begeleiden onder andere jonge talenten in een Junior team, dat uitkomt in de Suzuki Swift Cup.
In 2015 won hij samen met zijn broer de Loden Leeuw 2014 voor de meest irritante reclamespot met bekende Nederlanders.
In 2019 was Coronel een van de deelnemers van het twintigste seizoen van het RTL 4-programma Expeditie Robinson, hij viel als dertiende af en eindigde op de 8e plaats. In 2021 deed Coronel samen met zijn broer Tom Coronel mee aan het SBS6-programma Code van Coppens: De wraak van de Belgen. In 2022 was Coronel een van de secret singers in het televisieprogramma Secret Duets. In datzelfde  jaar deed Coronel mee aan de kerstspecial van het televisieprogramma De Alleskunner VIPS waar hij als achtste eindigde. In 2023 deed hij mee aan het televisieprogramma De kwis met sneeuwballen. In 2025 deed Coronel samen met zijn broer Tom mee aan het televisieprogramma Make Up Your Mind.

## Carrière-overzicht
| Jaar | Klasse | Opmerkingen                            |
| ---- | --- | -------------------------------------- |
| 1994 | Citroën AX GTi Cup | Kampioen                               |
| 1995 | Europees Kampioenschap Formule Opel                                                                                           |                                        |
| 1996 | Europees Kampioenschap Formule Opel                                                                                           | 4e (o.a. dankzij 10 pole positions)    |
| 1997 | Duits Formule 3 Kampioenschap                                                                                                 | DNF                                    |
| 1998 | DTCC | 11e                                    |
| 1999 | DTCC | 6e                                     |
| 2000 | DTCC | 3e                                     |
| 2001 | DTCC | 5e                                     |
| 2002 | DTCC | 4e                                     |
| 2003 | Alfa 147 GTA Challenge | Nederlands en Europees kampioen        |
| 2004 | Alfa 147 GTA Challenge | 4e                                     |
| 2005 | Porsche GT3 Cup | Kampioen                               |
| 2006 | BMW 130i Cup | 3e                                     |
| 2007 | BMW 130i Cup | 2e                                     |
| 2008 | BMW 130i Cup Gastrace in Seat Leon Eurocup op Oschersleben                                                                    | 2e                                     |
| 2009 | Seat Leon Eurocup Gastrace in Brno bij Wereldkampioenschap Toerwagens WTCC Gastrace in Spanje bij Spaanse Seat Leon Supercopa | 4e                                     |
| 2010 | Dakar-rally Seat Leon Eurocup 2 raceweekenden (Zolder (1 win), Brands Hatch) Gastrace in Brands Hatch bij WTCC                | 50ste                                  |
| 2011 | Dakar-rally | 36ste                                  |
| 2012 | Dakar-rally Dutch GT4 Championship fabrieksrijder Nissan Gastrace Eurocup Mégane Trophy Eurocup Mégane Trophy                 | 44ste                                  |
| 2013 | Dakar-rally | 56ste                                  |
| 2014 | Dakar-rally | DNF                                    |
| 2015 | Dakar-rally | DNF                                    |
| 2016 | Dakar-rally | 1ste Solo Class 1ste Lightweight Class |
| 2016 | GT4 European Series | DNF                                    |
| 2017 | Dakar-rally |                                        |